# Frank Henry (écrivain)
Pour les articles homonymes, voir Frank Henry et Henry.
 (juin 2021).
Si vous disposez d'ouvrages ou d'articles de référence ou si vous connaissez des sites web de qualité traitant du thème abordé ici, merci de compléter l'article en donnant les références utiles à sa vérifiabilité et en les liant à la section « Notes et références ».
Frank Henry, né le 14 mai 1960 à Paris, est une ancienne figure du grand banditisme parisien, surnommé « Frankus » ou « l'Armurier ». Après son parcours criminel, il devient écrivain, scénariste, réalisateur, parolier, personnalité publique et musicien.

## Biographie
Lassé de sa carrière criminelle, de ses séjours en prison et du folklore du banditisme, Frank Henry se met à l'écriture durant sa dernière incarcération à la Santé, à Paris.
La presse, le milieu littéraire et celui de l'image le voient comme un démystificateur du romantisme et de l’esthétique du grand banditisme.
Aujourd’hui, il vit de sa plume et se passionne pour la lutherie. Il a créé des guitares pour Slash, Renaud, Matthieu Chédid et autres artistes de renom.

Il a écrit un seul-en-scène, Gangster : Ni fier Ni honteux, produit par la société américaine Live Nation, et mis en scène par Jérémie Lippmann. La première a lieu à Paris, au théâtre de Pigalle La Nouvelle Ève, le 26 janvier 2024, pour 3 mois et 3 jours par semaine. S'en suit une tournée en province. Le propos du spectacle est de démystifier le romantisme et l'esthétique liés au monde de la délinquance professionnelle et du grand banditisme : 

« Dans le Milieu, on s'embrasse au déjeuner et on se "révolvérise" au dîner : cela n'a rien de romantique, je trouve. Les codes du Milieu sont aussi désuets que moyenâgeux et totalement aberrants. Et les us et coutumes des brigands de métier ne sont romantiques et glamour que quand ils sont perçus au travers du prisme déformant qu'est l’œil du romancier, du réalisateur et autre dramaturge. »

Une série, L'Archevêque, est en cours d'écriture, pour un tournage prévu fin 2024, début 2025.[réf. nécessaire]

### Commentaires
Hervé Lafranque, ex-patron de l'Office central pour la répression du banditisme, dit de lui que deux décennies (21 ans) passées en prison ne sont « rien » au regard des crimes et délits qu'il n'a pas payé : 

« Si Henry collectionne les condamnations en correctionnelle et en cour d'assises, c'est surtout le nombre de non-lieux et d'acquittements qui est impressionnant, notamment dans des affaires sensibles de règlements de comptes. »

Quant aux rumeurs journalistiques, comme policières, rapportant qu'il fut l'un des parrains de la Capitale, Frank Henry répond avec humour « qu'il n'en fut même pas la marraine… »

## Filmographie
- Ni pour ni contre (bien au contraire) : conseiller à l'écriture du scénario de Cédric Klapisch, sorti en salles en 2003.
- Commissaire Moulin (série TV) : scénariste de l'épisode Kidnapping avec Johnny Hallyday, diffusé en 2005 sur TF1.
- Braquo : coscénariste de la série policière réalisée par Olivier Marchal, Canal +, 2009.
- Engrenages : coauteur, saison 4. Canal+
- La Leçon d'argot de Mr Riton : auteur-réalisateur, avec les acteurs Simon Abkarian et Roger Knobelspiess, ABOG Production, 2011
- De force : auteur-réalisateur, un long métrage avec Isabelle Adjani, Éric Cantona, Simon Abkarian, Thierry Frémont, Anne Consigny et Linh Dan Pham, Marilyn Productions, Studio 37 et Iris Productions, sorti le 26 octobre 2011

## Musique
- Auteur compositeur interprète de La Boucle, album de blues, sorti en 1998, entre deux peines de prison
- Auteur et compositeur de Tomber, chanson interprétée par Isabelle Adjani pour le générique de fin du film De force

## Publications
Aux éditions Le Cherche midi
- Auteur :
  - Mauvaises nouvelles du milieu, Paris, 2004
  - Natchave !, Paris, 2004
  - Neuf et trois onze, Paris, 2006
- Directeur de collection : 
  - Antonio Ferrara de Mathieu Suc et Brendan Kemmet
  - L'Avocat à abattre et Numéro écrou 31208 de Karim Achoui
  - Les Petits Papiers de Daniel Stilinovic